# Lennox (South Dakota)
Lennox ist eine Kleinstadt (mit dem Status „City“) im Lincoln County im US-amerikanischen Bundesstaat South Dakota. Das U.S. Census Bureau hat bei der Volkszählung 2020 eine Einwohnerzahl von 2423 ermittelt.

## Geografie
Lennox liegt im Südosten South Dakotas, rund 30 km westlich des Big Sioux River, der die Grenze zu Iowa bildet. Die geografischen Koordinaten von Lennox sind 43°21′15″ nördlicher Breite und 96°53′31″ westlicher Länge. Das Stadtgebiet erstreckt sich über eine Fläche von 3,39 km².
Benachbarte Orte von Lennox sind Tea (14,8 km nordnordöstlich), Harrisburg (24,4 km nordöstlich), Worthing (13,2 km ostsüdöstlich), Davis (19,3 km südwestlich), Hurley (24,8 km westsüdwestlich) und Chancellor (8,5 km westnordwestlich).
Die nächstgelegenen größeren Städte sind Sioux Falls (35 km nordöstlich), Minneapolis in Minnesota (415 km ostnordöstlich), Rochester (413 km östlich), Iowas Hauptstadt Des Moines (438 km südöstlich), Omaha in Nebraska (280 km südlich) und Fargo in North Dakota (418 km nördlich).

## Verkehr
Wenige Kilometer östlich von Lennox verläuft die Interstate 29, die von Kansas City in Missouri nach Winnipeg in der kanadischen Provinz Manitoba führt. Im Südosten des Stadtgebiets von Lennox treffen die South Dakota Highways 17 und 44 zusammen. Alle Straßen innerhalb des Stadtgebiets sind untergeordnete Landstraßen, teils unbefestigte Fahrwege oder innerörtliche Verbindungsstraßen.
In Nordwest-Südost-Richtung verläuft für den Frachtverkehr eine Eisenbahnstrecke der BNSF Railway durch das Stadtgebiet von Lennox.
Der nächste Flughafen ist der 37,3 km nordöstlich gelegene Sioux Falls Regional Airport, der größte Flughafen South Dakotas.

## Demografische Daten
Nach der Volkszählung im Jahr 2010 lebten in Lennox 2111 Menschen in 842 Haushalten. Die Bevölkerungsdichte betrug 622,7 Einwohner pro Quadratkilometer. In den 842 Haushalten lebten statistisch je 2,41 Personen.
Ethnisch betrachtet setzte sich die Bevölkerung zusammen aus 98,2 Prozent Weißen, 0,1 Prozent Afroamerikanern, 0,6 Prozent amerikanischen Ureinwohnern sowie 0,4 Prozent Asiaten; 0,6 Prozent stammten von zwei oder mehr Ethnien ab. Unabhängig von der ethnischen Zugehörigkeit waren 1,1 Prozent der Bevölkerung spanischer oder lateinamerikanischer Abstammung.
26,4 Prozent der Bevölkerung waren unter 18 Jahre alt, 57,6 Prozent waren zwischen 18 und 64 und 16,0 Prozent waren 65 Jahre oder älter. 50,6 Prozent der Bevölkerung war weiblich.

Das mittlere jährliche Einkommen eines Haushalts lag bei 50.944 USD. Das Pro-Kopf-Einkommen betrug 25.745 USD. 8,9 Prozent der Einwohner lebten unterhalb der Armutsgrenze.